# Lago di Piano
Lago di Piano este o arie protejată (arie specială de conservare — SAC, sit de importanță comunitară — SCI) din Italia întinsă pe o suprafață de 207 ha, integral pe uscat.

## Localizare
Centrul sitului Lago di Piano este situat la coordonatele 46°02′13″N 9°09′45″E / 46.036944°N 9.1625°E.

## Înființare
Situl Lago di Piano a fost declarat sit de importanță comunitară în iunie 1995 pentru a proteja 50 de specii de animale. Situl a fost protejat și ca arie specială de conservare în iulie 2016.

## Biodiversitate
Situată în ecoregiunea alpină, aria protejată conține 4 habitate naturale: Fânețe de joasă altitudine (Alopecurus pratensis, Sanguisorba officinalis), Păduri aluvionare cu Alnus glutinosa și Fraxinus excelsior (Alno-Padion, Alnion incanae, Salicion albae), Păduri pe pante, grohotișuri și ravene de Tilio-Acerion, Lacuri eutrofice naturale cu vegetație de tip Magnopotamion sau Hydrocharition.
La baza desemnării sitului se află mai multe specii protejate:
- păsări (44): lăcar-de-mlaștină (Acrocephalus palustris), pescăruș albastru (Alcedo atthis), egretă mare (Ardea alba), stârc roșu (Ardea purpurea), ciuf-de-pădure (Asio otus), buhai de baltă (Botaurus stellaris), buha (Bubo bubo), caprimulg (Caprimulgus europaeus), chirighiță neagră (Chlidonias niger), barză albă (Ciconia ciconia), șerpar (Circaetus gallicus), erete de stuf (Circus aeruginosus), erete vânăt (Circus cyaneus), erete cenușiu (Circus pygargus), lebădă de vară (Cygnus olor), ciocănitoare neagră (Dryocopus martius), egretă mică (Egretta garzetta), presură de munte (Emberiza cia), presură bărboasă (Emberiza cirlus), presură de grădină (Emberiza hortulana), șoim de iarnă (Falco columbarius), șoim călător (Falco peregrinus), muscar-gulerat (Ficedula albicollis), Hippolais polyglotta, stârc pitic (Ixobrychus minutus), sfrâncioc roșiatic (Lanius collurio), grelușel-de-zăvoi (Locustella luscinioides), pițigoi moțat (Lophophanes cristatus), gaia neagră (Milvus migrans), gaia roșie (Milvus milvus), cinghiță alpină (Montifringilla nivalis), rață cu ciuf (Netta rufina), stârc de noapte (Nycticorax nycticorax), vultur pescar (Pandion haliaetus), viespar (Pernis apivorus), codroșul de pădure (Phoenicurus phoenicurus), pitulice de munte (Phylloscopus bonelli), pitulice sfârâitoare (Phylloscopus sibilatrix), Ptyonoprogne rupestris, cristei de baltă (Rallus aquaticus), mărăcinar (Saxicola rubetra), sitar de pădure (Scolopax rusticola), silvie-mică (Sylvia curruca), sturzul de vâsc (Turdus viscivorus)
- amfibieni (1): Triturus carnifex
- nevertebrate (2): Austropotamobius pallipes, Euplagia quadripunctaria
- pești (3): Barbus plebejus, Cobitis bilineata, Telestes muticellus

Pe lângă speciile protejate, pe teritoriul sitului au mai fost identificate 27 de specii de plante, 5 specii de amfibieni, 14 specii de mamifere, 1 specie de pești, 6 specii de reptile.